# Hoeveelheidsaanduidingenbesluit
Het Hoeveelheidsaanduidingenbesluit was een Algemene Maatregel van Bestuur die deel uitmaakte van de Nederlandse Warenwet. Het trad per 24 mei 1980 in werking. In het besluit werd bepaald dat de hoeveelheid moet worden aangeduid in termen van een van de volgende natuurkundige eenheden:
- liter, centiliter of milliliter, voor een vloeibaar product;
- kilogram of gram, voor een vast product.

Ook regelde het besluit het ℮-teken.

## Intrekking
Het Hoeveelheidsaanduidingenbesluit is opgevolgd door het Warenwetbesluit hoeveelheden voorverpakkingen. Reden voor het intrekken van het besluit was dat dit moeilijk leesbaar was, aangezien het nooit aangepast is aan de bepalingen van de Algemene wet bestuursrecht, en verwijzingen naar bepaalde instanties inmiddels in veel gevallen achterhaald waren. Daarnaast was er ook sprake van overlap met andere besluiten en waren er in het Hoeveelheidsaanduidingenbesluit enkele nationale bepalingen opgenomen die inmiddels in Europese verordeningen geregeld werden, waardoor de nationale bepalingen moesten vervallen.